# Groń Jana Pawła II

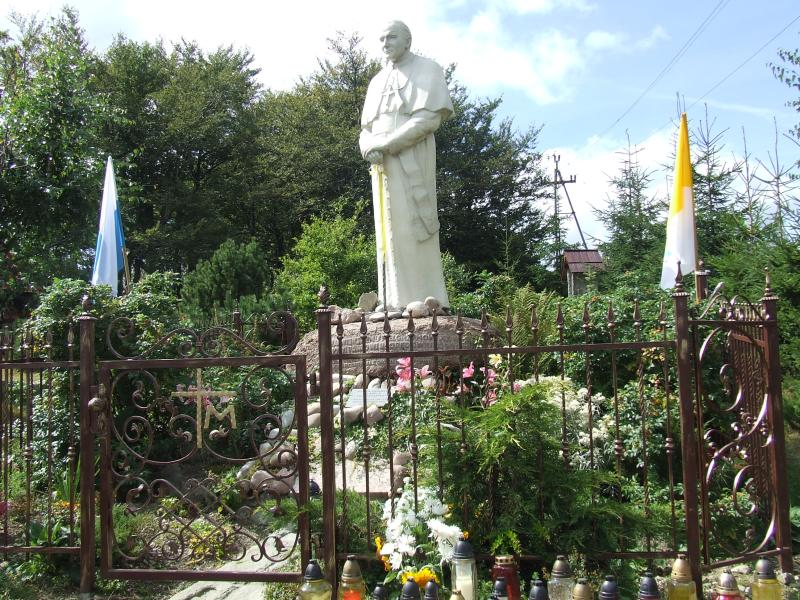
Pomnik nieopodal Kaplicy (wrzesień 2007)

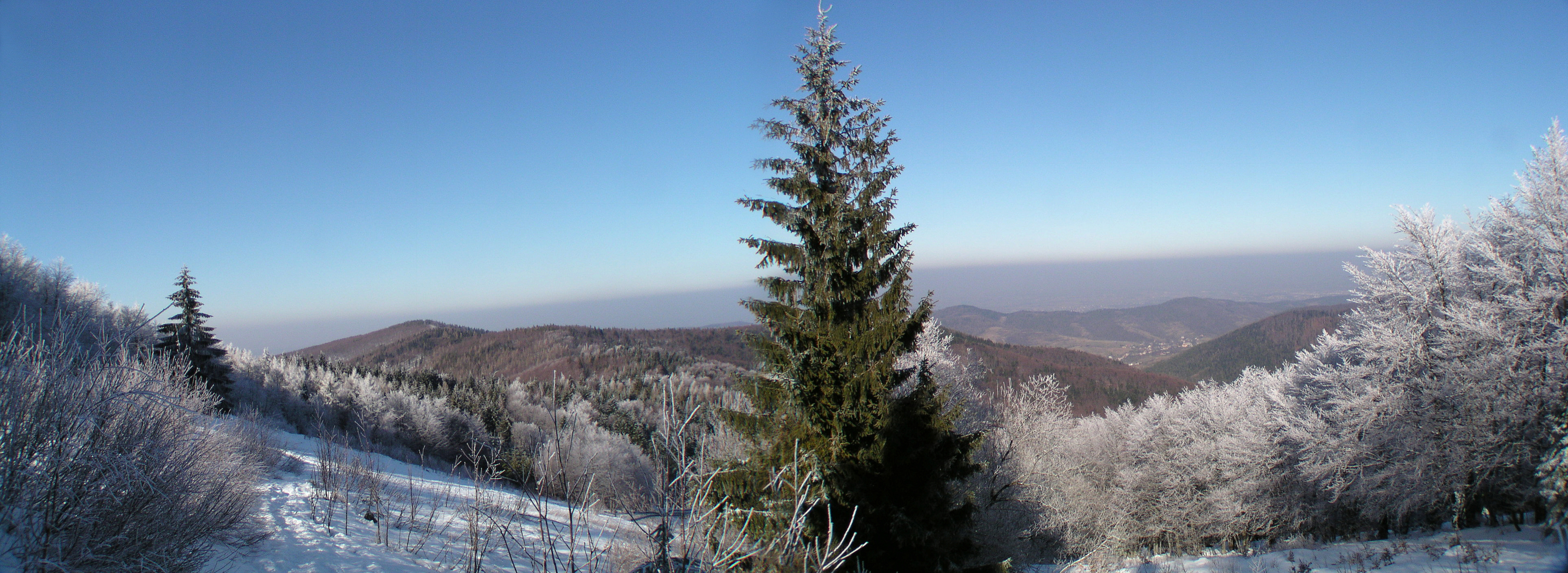
Widok z Gronia Jana Pawła II na północ

Groń Jana Pawła II (890 m n.p.m.) – szczyt we wschodniej części Beskidu Małego.

## Topografia
Znajduje się w głównym grzbiecie Beskidu Małego między pobliskim Leskowcem (922 m n.p.m.), od którego oddzielony jest płytką Przełęczą Midowicza, a bardziej odległą Magurką Ponikiewską (817 m n.p.m.). Odchodzą od niego dwa boczne grzbiety. W północno-zachodnim kierunku odchodzi grzbiet do Gancarza i dalej, w południowo-wschodnim początkowo dopiero sporo poniżej szczytu niewielka wypukłość, niżej przeobrażająca się w grzbiet z wierzchołkami Jaworzyna (662 m n.p.m.) i Harańczykowa Góra (624 m n.p.m.). Z dolin między tymi grzbietami wypływają źródłowe cieki potoków: Rzyczanka, Ponikiewka, Tarnawka i Targoszówka.
Na szczycie Gronia Jana Pawła II znajdują się dwie polany; na północnych jest to polana Beskid, na południowych Polana Bargłowa (jest na niej schronisko turystyczne)

## Historia
Szczyt ten początkowo miał nazwę Jaworzyna. Jan Paweł II w latach swego dzieciństwa i młodości wielokrotnie wchodził na szczyt – później również jako biskup. Latem pokonywał szlak piechotą, zimą jeździł tu na nartach. Ostatni raz wszedł na Leskowiec i Jaworzynę jako kardynał w 1970, po mszy, odprawionej z okazji 25-lecia kapłaństwa w Kalwarii Zebrzydowskiej. Z tego względu wystarano się o zmianę nazwy szczytu. Zmianę nazwy góry na obecną dokonano oficjalnie Rozporządzeniem Ministra Spraw Wewnętrznych i Administracji, choć uchwałę o jej wprowadzeniu podjęła Komisja Turystyki Górskiej Oddziału PTTK w Wadowicach już 9 grudnia 1981 r.
W 1995 r. pod szczytem (na Polanie Bargłowej) wzniesiono kaplicę z inicjatywy działacza PTTK Stefana Jakubowskiego z Andrychowa, oraz stalowy krzyż z 1991 r., poświęcony „ludziom gór”. W kaplicy stoi fotel, na którym Jan Paweł II siedział podczas wizyty w Skoczowie w 1995 r. oraz ołtarz z inskrypcją: Jest nas troje: Bóg, góry i ja.
W sąsiedztwie kaplicy stanęły również kapliczki: Jezusa Frasobliwego, Matki Bożej Płaczącej, św. Maksymiliana Kolbe i św. Judy Tadeusza, a 15 lipca 2001 roku najwyżej położony pomnik Jana Pawła II – dzieło Bogdany Ligęzy-Drwal i Światosława Karwata. Napis pod pomnikiem głosi: „Największemu Pielgrzymowi XX wieku – Orędownikowi Pokoju Janowi Pawłowi II – Papieżowi Wiary, Nadziei i Miłości – grupa modlitewna z Gronia Jana Pawła II”.
We wrześniu 1993 roku w jadalni Schroniska PTTK znajdującego się poniżej kaplicy, odsłonięto tablicę ku czci Ojca Świętego Jana Pawła II, którą jednak wkrótce przeniesiono do kaplicy na Groniu Jana Pawła II. W 2005 roku na Groniu Jana Pawła II odsłonięto tablicę upamiętniającą powstanie NSZZ „Solidarność”. 16 maja 2010 roku Biskup Janusz Zimniak poświęcił w kaplicy tablicę upamiętniającą ks. Prałata dr Jerzego Pawlika – duszpasterza środowisk turystycznych. 22 sierpnia 2010 roku koło kaplicy na szczycie odsłonięto kamień katyński, upamiętniający ofiary zbrodni katyńskiej i katastrofy polskiego Tu-154 w Smoleńsku. Uroczystości przewodniczył Biskup Tadeusz Rakoczy.

## Religia
W górskim sanktuarium pw. Matki Bożej Królowej Gór na Groniu Jana Pawła II odprawiane są okolicznościowe msze święte według ustalonego harmonogramu.
Harmonogram nabożeństw: https://www.it.wadowice.pl/

## Turystyka
Groń Jana Pawła II razem z pobliskim Leskowcem, tworzą ważny rejon turystyczny. Znajduje się tu schronisko PTTK Leskowiec, wzniesione w 1933 staraniem koła Polskiego Towarzystwa Tatrzańskiego w Wadowicach. Północne zbocza Gronia Jana Pawła II i usytuowany na nich wyciąg narciarski (od 1953) stwarzają dogodne warunki do uprawiania narciarstwa zjazdowego.
W rejonie Gronia Jana Pawła II przebiegają szlaki turystyczne:
 Mały Szlak Beskidzki prowadzący od Bielska przez Chrobaczą Łąkę, Porąbkę, Żar, Przełęcz Kocierską, Łamaną Skałę do Krzeszowa
 Krzeszów – Groń Jana Pawła II – Gorzeń Górny
 Andrychów – Groń Jana Pawła II – Świnna Poręba
 Wadowice – Ponikiew – Groń Jana Pawła II – Tarnawa Górna
 Rzyki – Groń Jana Pawła II
„Białe Serduszka” Rzyki – Groń Jana Pawła II (łagodny szlak rodzinny wyznaczony przez Stefana Jakubowskiego)